# 川勝隆尚
川勝 隆尚（かわかつ たかなお）は、江戸時代前期から中期の旗本。元館林藩臣。隆尚流川勝家の初代当主。

## 生涯
寛永15年（1638年）、川勝重氏の四男として生まれた。正保3年（1646年）6月5日、召されて徳川綱吉（館林藩主）に仕え、小姓となった。慶安元年（1648年）12月11日、月俸を20口給わり、後に神田の館において書院番組頭となり、蔵米300俵を給わった。後にまた小姓組番頭に進み、200俵加えられ、先の月俸は返上した。延宝8年（1680年）の綱吉将軍就任に伴い幕臣となり、旗本家を興した。家紋は五七桐、釘抜。通し字は「隆」。
延宝8年（1680年）、徳川徳松殿（将軍綱吉の長男）が西城に移るときに従い、天和3年（1683年）閏5月21日に御傅となったが、徳松殿逝去の後退職を許され、小普請となった。貞享元年（1684年）10月10日、小姓組に列し、貞享2年（1685年）10月3日に新番頭に進み、奥の勤も兼ねた。同年12月23日、300俵を加えられ、同年12月28日に布衣を着る事を許された。元禄9年（1696年）4月11日、先手弓頭に転じ、元禄10年（1697年）7月26日に蔵米を領地に改め、上野国多胡郡、緑野郡、新田郡、佐位郡、群馬郡内において800石を給わった。元禄14年（1701年）正月11日、持弓頭にうつり、宝永元年（1704年）8月11日に小姓組番頭に進んだ。同年12月11日、従五位下、能登守に叙任し、同年12月12日に上野国群馬郡、多胡郡内において1,000石の加増があった。宝永5年（1708年）12月9日、1,000石の加増があり、先に給わった800石の土地を改め、相模国愛甲郡、大住郡、高座郡内において1,800石給わり、全てで上野・相模内2,800石を知行した。正徳5年（1715年）9月11日、職を辞して、同年12月11日に隠居し、隠居料として蔵米300俵を給わった。家督は養子の隆明に譲った。享保15年（1730年）5月17日、93歳で没した。